# Джарретт, Тони
Энтони Александр Джарретт (англ. Anthony Alexander Jarrett; род. 13 августа 1968, Энфилд, Большой Лондон) — британский английский легкоатлет, специалист по барьерному бегу и бегу на короткие дистанции. Выступал за сборные Англии и Великобритании по лёгкой атлетике в 1987—2002 годах, трижды серебряный и дважды бронзовый призёр чемпионатов мира, обладатель бронзовой медали чемпионата мира в помещении, победитель Кубка мира, серебряный и бронзовый призёр чемпионатов Европы, серебряный призёр Игр доброй воли, двукратный чемпион Игр Содружества, участник четырёх летних Олимпийских игр.

## Биография
Тони Джарретт родился 13 августа 1968 года в Энфилде, Лондон.
Первого серьёзно успеха на международном уровне добился в сезоне 1987 года, когда вошёл в состав британской сборной и выступил на юниорском европейском первенстве в Бирмингеме, где одержал победу в беге на 110 метров с барьерами и в эстафете 4 × 100 метров. В том же сезоне впервые стал чемпионом Великобритании в 110-метровом барьерном беге.
Благодаря череде успешных выступлений в 1988 году удостоился права защищать честь страны на летних Олимпийских играх в Сеуле — в финале барьерного бега на 110 метров финишировал шестым.
В 1990 году в беге с барьерами выиграл серебряные медали на чемпионате Европы в помещении в Глазго, на Играх Содружества в Окленде и на чемпионате Европы в Сплите. В Окленде также выиграл эстафету 4 × 100 метров.
На чемпионате мира 1991 года в Токио стал бронзовым призёром в беге на 110 метров с барьерами и в эстафете 4 × 100 метров.
В 1992 году принимал участие в Олимпийских играх в Барселоне, где стал четвёртым в беге на 110 метров с барьерами и в эстафете 4 × 100 метров.
На чемпионате мира 1993 года в Штутгарте установил свой личный рекорд в 110-метровом барьерном беге, преодолев дистанцию ровно за 13 секунд, и завоевал серебряную награду. В эстафете 4 × 100 метров вместе с соотечественниками так же стал серебряным призёром.
В 1994 году получил серебро на Играх доброй воли в Санкт-Петербурге и на Играх Содружества в Виктории, взял бронзу на чемпионате Европы в Хельсинки, выиграл 110 метров с барьерами и эстафету 4 × 100 метров на домашнем Кубке мира в Лондоне.
В 1995 году стал бронзовым призёром в беге на 60 метров с барьерами на чемпионате мира в помещении в Барселоне и серебряным призёром в беге на 110 метров с барьерами на чемпионате мира в Гётеборге.
На Олимпийских играх 1996 года в Атланте бежал 110 метров с барьерами и эстафету 4 × 100 метров, но ни в одной из дисциплин в финал не вышел.
В 1997 году среди прочего дошёл до стадии полуфиналов на чемпионате мира в Афинах.
В 1998 году участвовал в чемпионате Европы в помещении в Валенсии, финишировал шестым на чемпионате Европы в Будапеште, одержал победу на Играх Содружества в Куала-Лумпуре.
В 1999 году стал вторым на Кубке Европы в Париже, выступил на чемпионате мира в Севилье.
В 2000 году завоевал серебряную награду на чемпионате Европы в помещении в Генте, участвовал в Олимпийских играх в Сиднее, где уже на предварительном квалификационном этапе был дисквалифицирован из-за фальстарта.
В 2001 году одержал победу на Мемориале братьев Знаменских в Туле. На чемпионате мира в Эдмонтоне сделал фальстарт в полуфинале.
В 2002 году стал четвёртым на Играх Содружества в Манчестере, дошёл до полуфинала на чемпионате Европы в Будапеште и по окончании сезона завершил спортивную карьеру.
На протяжении практически всей карьеры Джарретт оставался в тени своего более удачливого соотечественника Колина Джексона, которому неоднократно проигрывал, приходя к финишу вторым, в том числе на самых крупных соревнованиях: на чемпионате мира, на чемпионате Европы, на Играх доброй воли и дважды на Играх Содружества.